# Széchenyi István Gimnázium (Budapest)
A megszűnt Széchenyi István Gimnázium, vagy más néven Tisztviselőtelepi Gimnázium Budapest VIII. kerületében működött, melynek volt épülete, a Tündérpalota ad ma otthont az Országos Pedagógiai Könyvtár és Múzeumnak.

## Története
Az 1858-ban alapított Pesti Császári és Királyi Katolikus Főgimnáziumból (mai nevén Berzsenyi Dániel Gimnázium) kiválva 1899-ben alapították a VI.kerületi Főgimnáziumot (mai nevén: Kölcsey Ferenc Gimnázium), melynek dinamikus növekedése miatt az intézmény fiókintézményeként 1903-ban alapítottak gimnáziumot az akkor még a székesfőváros X. kerületéhez tartozó tisztviselőtelepen. Az 1906-tól Budapest X. Kerületi Tisztviselőtelepi Magyar Királyi Állami Főgimnázium néven önállóvá vált intézmény első igazgatója Gaal Mózes volt. Az intézmény 1911-ben költözött az újonnan készült Hungária körúti épületébe a Népligettel szembe. A korabeli iskolák között a legkorszerűbben kialakított és felszerelt gimnáziumnak számított, még annak ellenére is, hogy az első világháborút követő román megszállás alatt főleg az iskola berendezése károsodott.
A tanulói létszám további növekedése miatt hamarosan újra szűkössé váló intézmény igazgatója, vámosgyörki Kerékgyártó Árpád 1919-ben Petényi István latintanár igazgatására bízva egy kispesti tagintézményt alapított, mely 1921-ben önállósodva a Kispesti Állami Deák Ferenc Főgimnázium nevet kapta. Az 1921-es év országos szintű intézményelnevezési hullámába illeszkedve a tisztviselőtelepi iskola felvette a Budapesti X. Kerületi Magyar Királyi Állami Széchenyi István Főgimnázium nevet.
Az iskola 1924-ben reálgimnáziummá alakult, és miniszteri utasításra a gimnázium épületét „háromévi tartamra” a Magyar Nemzeti Múzeum Néprajzi Tárának kellett átadnia. Az iskola használatában csak két osztályterem, néhány szertár és előadóterem maradhatott. Az önállóvá vált Néprajzi Múzeum 1972-ben költözött ki az épületből. Ekkor nyomdaipari szakközépiskolaként működött az intézmény, majd 1975-ben megszűnt.

## A Tündérpalota
Az oktatási minisztérium megbízásából Gaál Mózes Kőrössy Albert Kálmán építésszel, Lechner Ödön tanítványával, külföldi tanulmányútra indult, hogy építészeti és pedagógiai szempontból tanulmányozva a legújabb középiskolákat, tapasztalataikat az iskolaépület megtervezésénél felhasználhassák. Az építész a kor stílusának megfelelő magyar szecessziós épületet tervezett, ahogyan a gimnázium anyaintézményének a Kölcsey Ferenc Gimnáziumnak is. A Tündérpalota 1977-től városképi jelentősége miatt műemléki védelem alá került.
Az épület ma az Országos Pedagógiai Könyvtár és Múzeumnak ad otthont.

## A gimnázium neves tanárai
- Gaal Mózes – magyar szakos tanár; a gimnázium első igazgatója
- Babits Mihály – költő, író, irodalomtörténész, műfordító

## A gimnázium híres diákjai
- Csetényi József – vegyészmérnök, egyetemi docens
- Dunai Árpád – magyar építőmérnök, statikus, vezető tervező
- Hofi Géza – humorista
- Illés Lajos – zenész
- Katus László – klasszika-filológus, ókortörténész
- Koroly Tivadar György
- Novotny Zoltán
- Kozma István Kozma István (birkózó)(birkózó) kétszeres olimpiai bajnok